# Sällskapsresan
För andra betydelser, se Sällskapsresan (olika betydelser).
Sällskapsresan, egentligen Sällskapsresan eller Finns det svenskt kaffe på grisfesten, är en svensk komedifilm från 1980 i regi av Lasse Åberg. I huvudrollerna ses Åberg, Jon Skolmen, Kim Anderzon, Roland Janson, Magnus Härenstam och Sven Melander. Det är den första filmen i en serie om och med antihjälten Stig-Helmer Olsson (även om en snarlik rollfigur förekommer i filmen Repmånad från 1979, då med namnet Helge Jonsson) och hans vänner. Filmen hade biopremiär i Sverige den 22 augusti 1980.

## Handling
Stig-Helmer åker på charterresa till den fiktiva orten Nueva Estocolmo (’Nya Stockholm’) på Gran Canaria. Huvudberättelsen kretsar kring Stig-Helmer Olsson (Lasse Åberg) och norrmannen Ole Bramserud (Jon Skolmen), som av en slump hamnar bredvid varandra på flygplanet och sedan också tvingas dela hotellrum.
Andra rollfigurer som dyker upp är systrarna "Sivan" och "Majsan", egentligen Siv och Maj-Britt (Kim Anderzon och Lottie Ejebrant), det nygifta paret Storch (Svante Grundberg och Eva Örn), koleriske direktören Gösta Angerud (Roland Jansson) samt läkaren dr B. A:son Levander (Magnus Härenstam) som lurat Stig-Helmer att smuggla pengar åt honom i ett paket som Angerud ska använda för att köpa en tomt svart på Gran Canaria. Dessutom syns de båda välförfriskade vännerna Berra Olsson (Sven Melander) och Robban (Weiron Holmberg), som under hela filmen letar efter ”Pepes Bodega” där man säljer 80-procentig rom upphälld på vinflaskor.

## Rollista i urval
- Lasse Åberg – Stig-Helmer Olsson
- Jon Skolmen – Ole Bramserud
- Kim Anderzon – Siv Åman
- Lottie Ejebrant – Maj-Britt "Majsan" Lindberg
- Roland Janson – Gösta Angerud
- Magnus Härenstam – Doktor B. A:son Levander
- Ted Åström – Lasse Lundberg
- Weiron Holmberg – Robban "Partille" Söderberg
- Sven Melander – Bertil "Berra" Olsson
- Germán Pérez – José Rodriguez
- Eva Örn – fru Storch
- Svante Grundberg – herr Storch
- Mats Arehn – bungalowförsäljaren
- Lena-Pia Bernhardsson – fru Angerud
- Alf Skaneby – "Affe", reseledare
- Beppe Gudheimson – "Gabbe", reseledare
- Gösta Ekman – hotellstäderska
- Antonio Sarmiento – hotellportier[8] (okrediterad)

## Produktion
Filmen spelades in i Stockholm (januari–mars 1980), på Gran Canaria och i Rio de Janeiro (Brasilien). Scenerna på Arlanda flygplats spelades in i nuvarande Terminal 5. Scenerna ombord i flygplanet spelades in i en stillastående McDonnell Douglas DC-8-62 i en hangar på Arlanda Flygkaptenens röst i filmen görs av Kurt Ivarsson som själv var flygkapten på SAS och Scanair vid den här tiden.
Alla interiörscener från hotellrummen och dr B. A:son Levanders mottagning är inspelade i Europafilms studio i Bromma i västra Stockholm. Scenen med vinterturistens väntan på sina skidor är från Frösö flygplats och scenen med lapplisan utanför Sun Trips charterkontor spelades in i Hötorgscity i centrala Stockholm. Gösta Ekmans roll som hotellstäderska var inte planerad utan konsekvensen av att Ekman råkade befinna sig på semester på Gran Canaria och frågade om det fanns möjlighet att få delta i en praktiskt taget improviserad rollframställning.
Scenerna i Nueva Estocolmo spelades in i San Agustín och Playa del Inglés på Gran Canaria.

### Inspiration
Filmen är inspirerad av Jacques Tatis filmer, som Semestersabotören från 1953.
Likheter mellan Sällskapsresan och den franska filmen Les bronzés (1978) har påtalats av krönikören Kjell Häglund 2013 och 2023 i podden Alex & Sigges podcast. Det har hävdats att Lasse Åberg vistades i Frankrike samma år som Les bronzés gick på bio. Åberg har emellertid förnekat att han skulle sett filmerna.

## Distribution och mottagande
Filmen hade Sverigepremiär den 22 augusti 1980. Precis som Åbergs föregående film Repmånad (1979) blev Sällskapsresan en biografsuccé med 2,8 miljoner åskådare. Endast Så som i himmelen (2004), Hundraåringen som klev ut genom fönstret och försvann (2013) och En man som heter Ove (2015) har hittills lyckats komma i närheten av Sällskapsresan vad gäller antal biobesökare. Filmkritikerna var däremot i allmänhet negativa:
| ”                                                   | ... Här ligger en i och för sig blygsam mängd lustiga gags i början, innan resenärerna lämnat Arlanda och just när de kommit fram till destinationen, medan återstoden, praktiskt taget hela Kanarie-partiet, känns särdeles andefattigt vad humor beträffar, segt som knäck och olidligt tråkigt. ... | „ |
| – Jan Aghed i Sydsvenska Dagbladet, 22 augusti 1980 | |   |

Filmen är en av titlarna i boken Tusen svenska klassiker (2009).

### Utmärkelser
Filmen har fått följande utmärkelser:
- Ingmar Bergmanpriset  – 1981 (bidrag om 347 309,73 kr)
- Svenska Filminstitutets kvalitetsbidrag – 1981
- Festivalpris (Moskva) – 1981 (inturist-priset till bästa turistfilm)

### Engelsk dubbning
I den engelska dubbningen Package Tour or Can You Get Fish and Chips At the Flamenco talar Stig-Helmer skotska, Ole tyska och Berra cockneydialekt.

### DVD-box
En box med alla Sällskapsresan-filmerna samt extra material samt en engelskspråkig dubbning av den första filmen utgavs första gången 2004 och även givits ut 2006 och 2009.
Boxen innehöll en numrerad och signerad litografi av Lasse Åberg.

## Uppföljare
Sällskapsresan har fått fem uppföljare där Stig-Helmer Olsson ger sig ut på nya resor och äventyr. Samtliga har givits ut på VHS och DVD.
- Sällskapsresan II – Snowroller (1985)
- SOS – en segelsällskapsresa (1988)
- Den ofrivillige golfaren (1991)
- Hälsoresan – En smal film av stor vikt (1999)
- The Stig-Helmer Story (2011)

### Musikal
2015 vidareutvecklade filmens kompositör, Bengt Palmers, tillsammans med Jakob Skarin, berättelsen och musiken till musikalen Sällskapsresan baserad på filmens historia och rollkaraktärer med premiär på Nöjesteatern i Malmö 23 oktober 2015. Sven Melander gestaltade återigen rollen som "Berra" liksom i filmen.